# Schistophleps irregularis
Schistophleps irregularis là một loài bướm đêm thuộc phân họ Arctiinae, họ Erebidae.